# Hermann Hering (Politiker, 1821)
Hermann Hering (* 13. April 1821 in Neustadt an der Orla; † 4. Februar 1887) war ein deutscher Jurist und Mitglied des Konstituierenden Reichstags des Norddeutschen Bundes.

## Leben
Hering besuchte das Gymnasium zu Weimar  und studierte Rechtswissenschaften auf der Friedrich-Schiller-Universität Jena in den Jahren 1840 bis 1843, wo er 1840 Mitglied der Burschenschaft auf dem Burgkeller wurde. Ab 1848 war er Rechtsanwalt in Eisenach, ab 1852 Mitglied und ab 1860 ununterbrochen Vorsitzender des Gemeinderats zu Eisenach. Zuerst war er 1852 Mitglied des Landtags von Weimar, 1860 von neuem zum Abgeordneten gewählt und seitdem ununterbrochen Mitglied. Erst war er Zweiter, dann Erster Vizepräsident des Landtags. Hering war Mitverfasser des sogenannten Eisenacher Programms von 1859, Mitbegründer und eifriges Mitglied des Nationalvereins und des Abgeordnetentags. Auf dem Landtag in Weimar hat er immer wieder den Antrag auf Abschaffung der Todesstrafe eingebracht und beim Landtag, nicht bei der Regierung, durchgesetzt.
1867 war er Mitglied des Konstituierenden Reichstags des Norddeutschen Bundes für den Reichstagswahlkreis Großherzogtum Sachsen-Weimar-Eisenach 2 (Eisenach, Dermbach) und die Nationalliberale Partei.